# Chevrolet Camaro
A Chevrolet Camaro az amerikai General Motors Chevrolet divíziójának 1969 óta több modellváltozatban 1966-tól gyártott ún. pony car modelljének a neve. A Chevrolet Camaro a General Motors válasza volt a Ford Motor Company kiemelkedően sikeres Mustang nevű sportautó-modelljére. Az akkori Chrysler-csoport modelljei közül a Dodge HEMI Charger modellje volt a konkurense. A következő generációt 2009-re hirdették meg.

## A név eredete
A Camaro név francia szlengből származik, jelentése: "haver", "pajtás".

## A ZL-1 modellváltozat
A ritka ZL-1 jelű változatot eredetileg versenyzésre szánták; erre utalnak a motorháztetőn elhelyezett szívótorkok is.

A GM központi gyártásirányító irodája (COPO) 1968-ban hagyta jóvá a Camaro 1969-es versenyváltozatát. Alig száz COPO Camaro készült, ezek közül mindössze 69 alumínium motorblokkal. A ZL1-es változatban 6 170 cm3-es motor található.

## Az első generáció

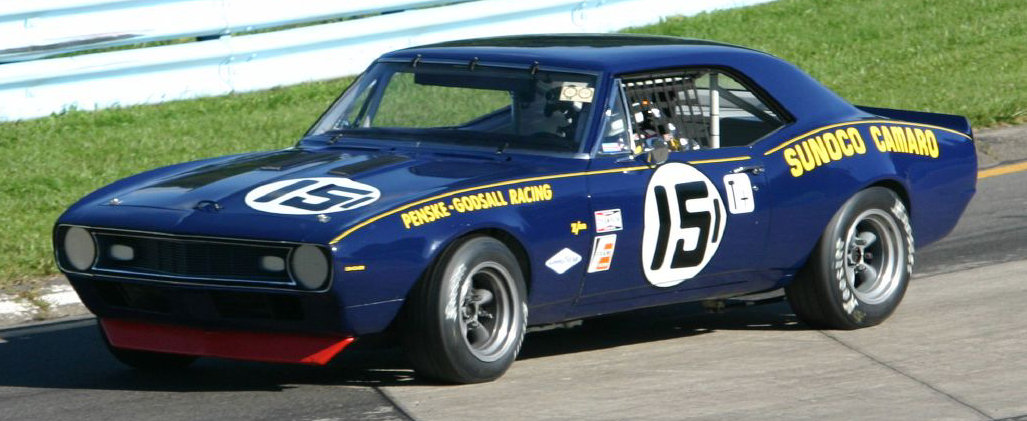
Az 1968-as Penske-Godsall Racing Sunoco Camaro versenyváltozat a 2004. évi Watkins Glen SVRA versenyen

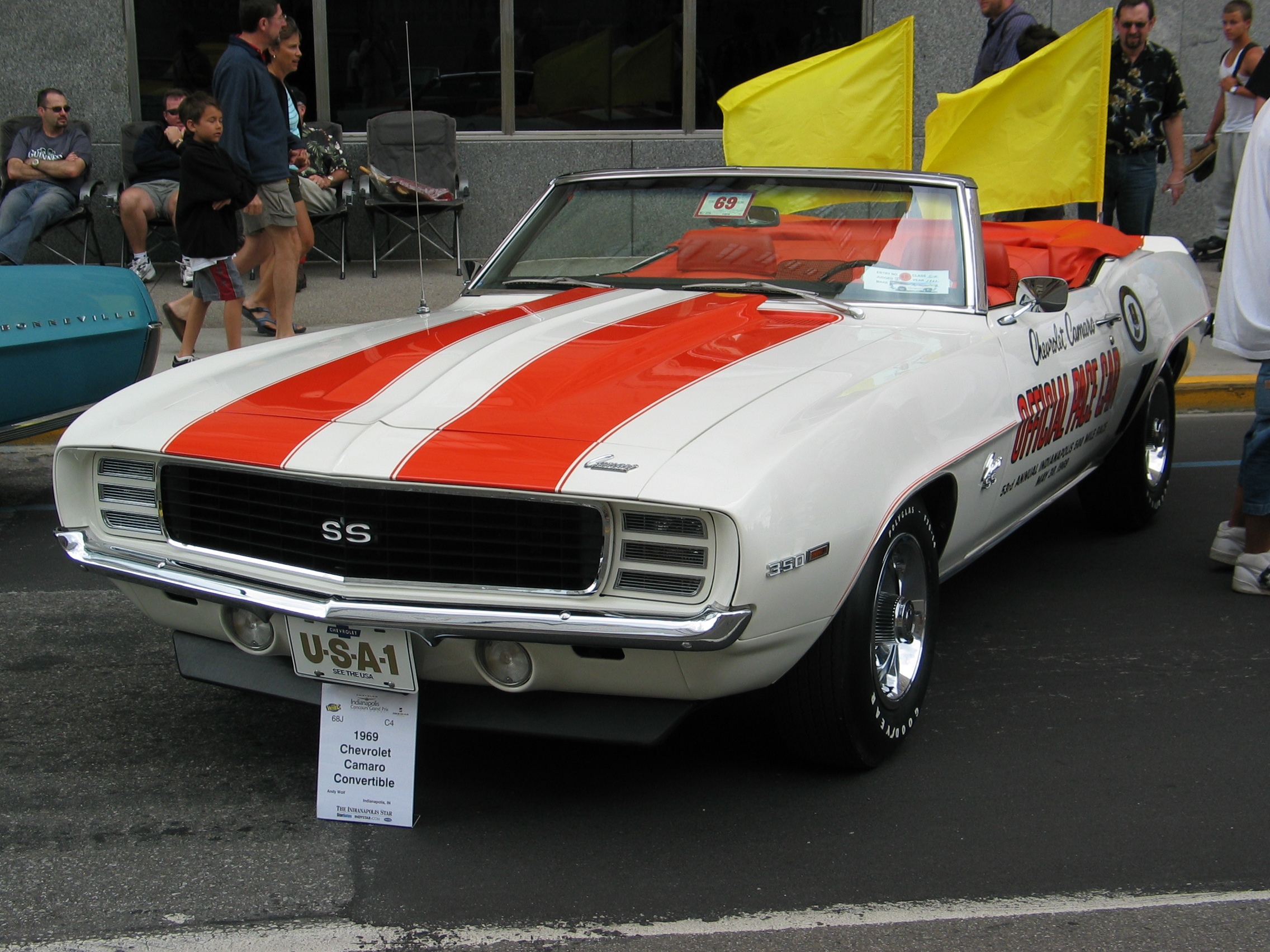
1969 Chevrolet Camaro Indianapolis 500 Pace Car

1967
Gyártási statisztika
| RS:    | 64,842  |
| SS:    | 34,411  |
| Z28:   | 602     |
| Total: | 220,906 |

1968
Gyártási statisztika:
| RS:    | 40,977  |
| SS:    | 27,884  |
| Z28:   | 7,199   |
| Total: | 235,147 |

1969
Gyártási statisztika:
| RS:    | 37,773  |
| SS:    | 34,932  |
| Z28:   | 20,302  |
| Total: | 243,085 |

Az első generáció motorválasztéka
- 1967-1969: L26 230 cid (3.8 L) 230 I6 140 hp (104 kW)
- 1967-1969: L22 250 cid (4.0 L) 250 I6 155 hp (116 kW) @ 4200 rpm, 235  ft•lbf (319 N•m) @ 1600 rpm
- 1967-1969 Z28: 302 cid (4.9 L) Small-Block V8 430 hp with the standard single 850 cfm Holley carb, 465 with the cross ram set up, two Holley 450 cfm carbs (total=900 cfm) (216 kW) @ 5800 rpm, approximately 430  ft•lbf (393 N•m) @ 4200 rpm
- 1967-1969: LF7 327 cid (5.4 L) Small-Block V8 210 hp (157 kW)
- 1967-1968: L30 327 cid (5.4 L) Small-Block V8 275 hp (205 kW)
- 1969: LM1 & L65 350 cid (5.7 L) Small-Block V8 255 hp (190 kW) and 250 hp (185 kW)
- 1967-1969 L48 SS350: 350 cid (5.7 L) Small-Block V8 295 hp (1969-300 hp)(220 kW) @ 4800 rpm, 380  ft•lbf (515 N•m) @ 3200 rpm
- 1967-1969 L35 SS396: 396 cid (6.5 L) Big-Block V8 325 hp (242 kW) @ 4800 rpm, 410  ft•lbf (556 N•m) @ 3200 rpm
- 1967-1969 L78 SS396: 396 cid (6.5 L) Big-Block V8 375 hp (280 kW) @ 5600 rpm, 415  ft•lbf (563 N•m) @ 3600 rpm
- 1968-1969 L34 SS396: 396 cid (6.5 L) Big-Block V8 350 hp (261 kW) @ 5200 rpm, 415  ft•lbf (563 N•m) @ 3200 rpm
- 1968-1969 - L89 aluminum cylinder head option for the SS396/375 engine - lightened the engine by ~100 lbs.
- The 396 for the 1969 model year was actually 402ci, Chevrolet decided to keep the "396" model name because of the great number of vehicles sold under that name.
- 1969 COPO 9561/L72: 427 cid (7.0 L) Big-Block V8 425 hp (317 kW) @ 5600 rpm, 460 ft•lbf (624 N•m) @ 4000 rpm
- 1969 COPO 9560/ZL1: 427 cid (7.0 L) Big-Block V8 430 hp (321 kW) @ 5200 rpm, 450 ft•lbf (610 N•m) @ 4400 rpm

## A második generáció

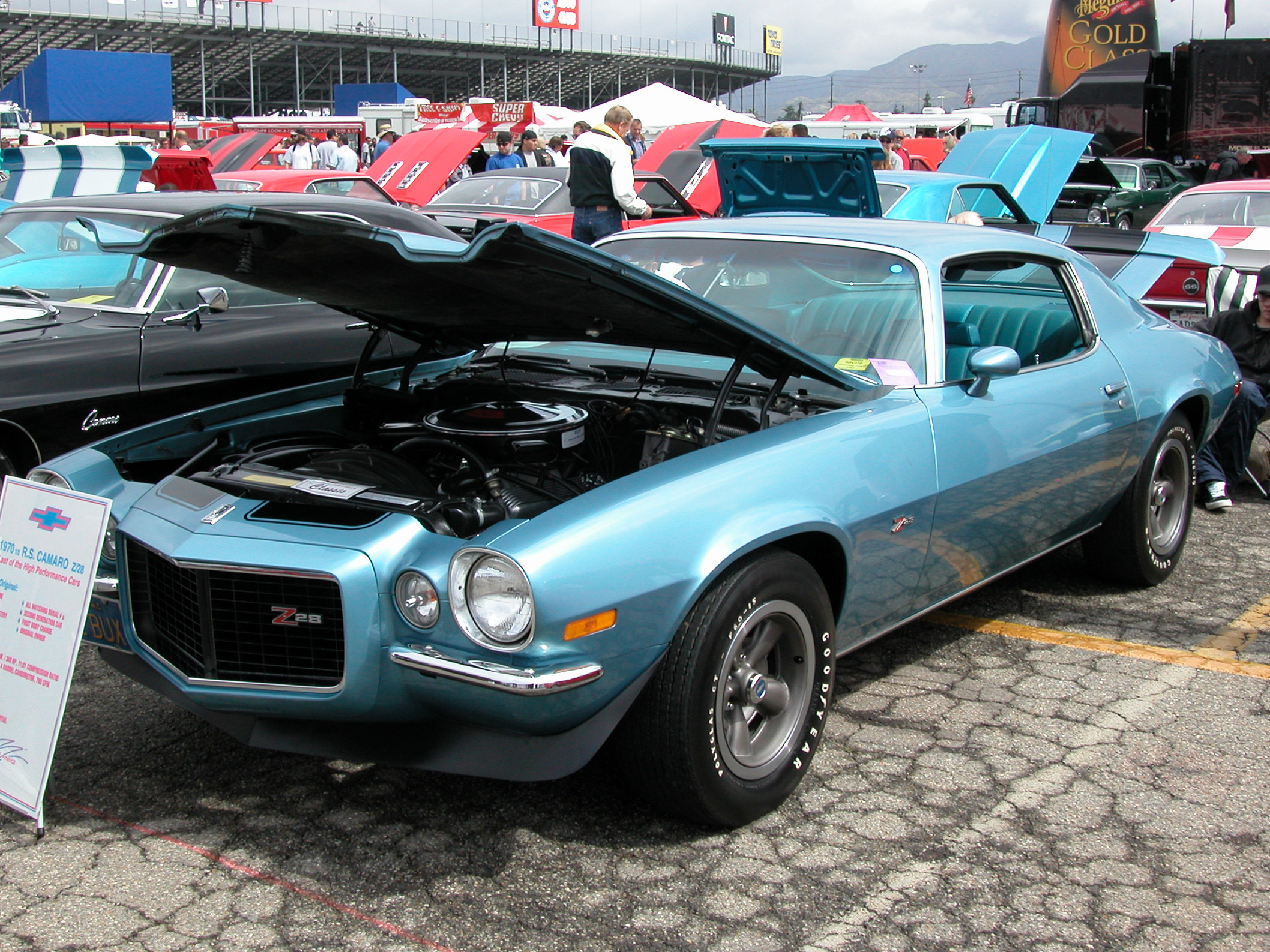
1970 1/2 Chevrolet Camaro Z28 RS in blue with black rally stripes.

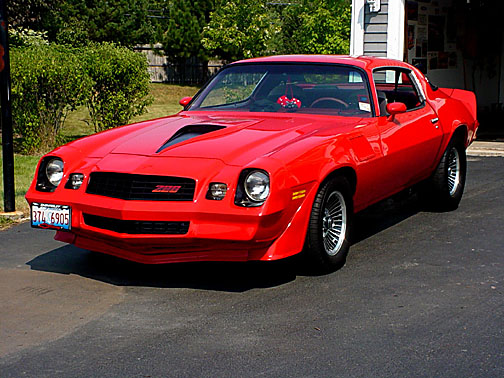
1979 Chevrolet Camaro Z28

1970
1971
1972
1973
1974
1975
1976
1977
1978
1979
1980
1981
A második generáció motorválasztéka
- 1980-1981: 3.8 L (229 cid) GM 90-Degree V6 engine V6
- 1980-1981: 3.8 L (231 cid) Buick V6 (California models)
- 1970-1979: 4.1 L (250 cid) Inline-6 I6
- 1980-1981: 4.4 L (267 in) Small-Block V8
- 1970-1973: 5.0 L (307 cid) Small-Block V8
- 1976-1981: 5.0 L (305 cid) Small-Block V8
- 1970-1981: 5.7 L (350 cid) Small-Block V8
- 1970-1972: 6.6 L (402 cid) Big-Block V8

## A harmadik generáció
1982
1983
1984
1985
1986
1987
1988
1989
1990
1991
1992

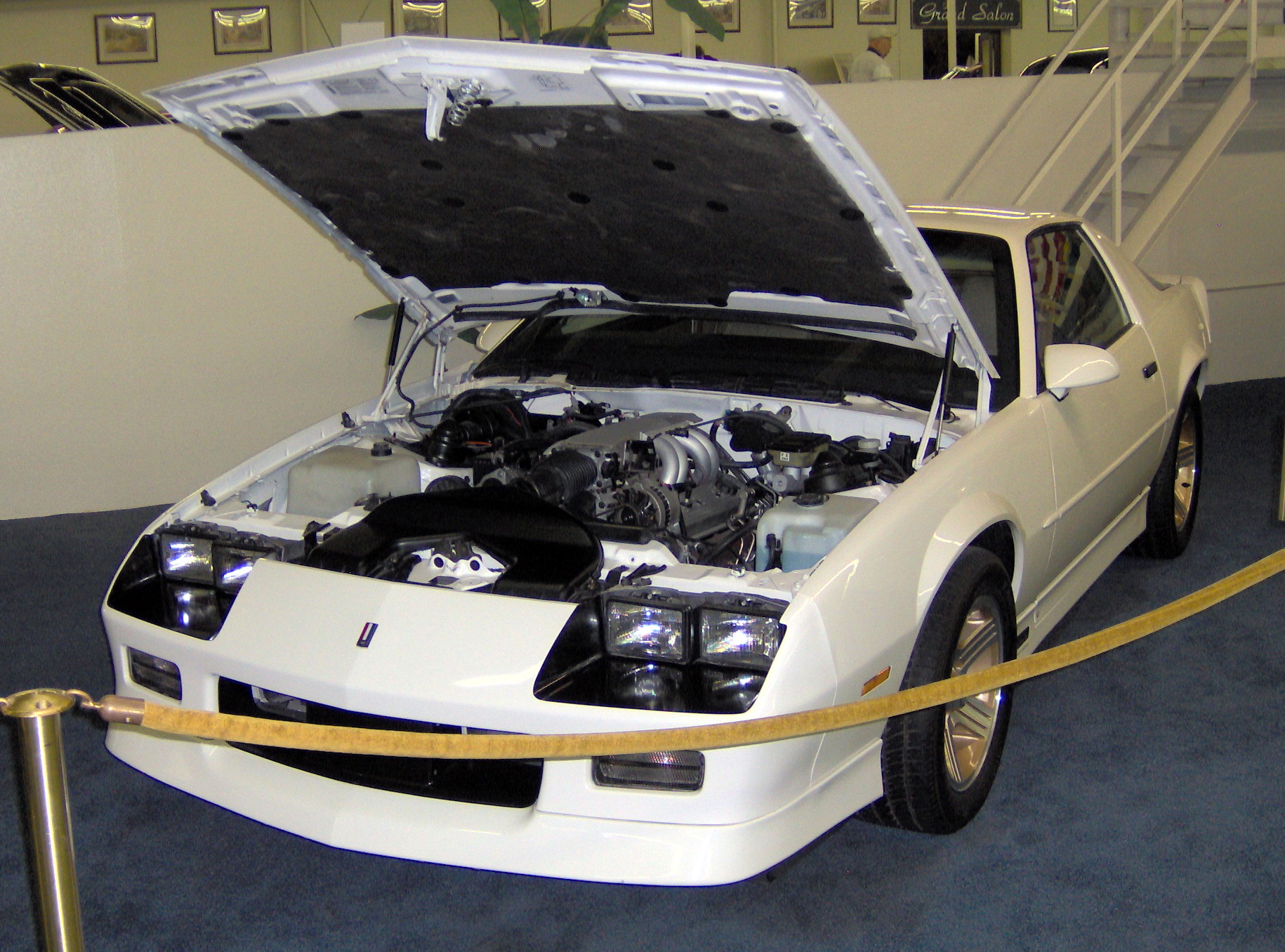
1989 Chevrolet Camaro Z28 IROC 1LE

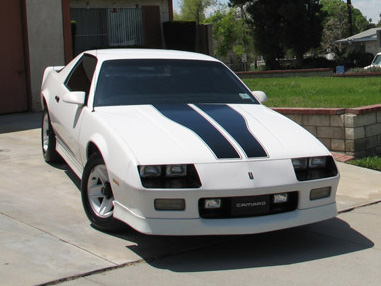
1990 Chevrolet Camaro RS

A harmadik generáció motorválasztéka
- 1982-1986: 2.5 L (151 cid) Iron Duke I4
- 1982-1984: 2.8 L (173 cid) LC1 V6
- 1985-1989: 2.8 L (173 cid) LB8 V6
- 1990-1992: 3.1 L (191 cid) 60° Gen II V6
- 1982-1983: 5.0 L (305 cid) LU5 Small-Block V8
- 1982-1987: 5.0 L (305 cid) LG4 Small-Block V8
- 1983-1986: 5.0 L (305 cid) L69 Small-Block V8
- 1988-1992: 5.0 L (305 cid) LO3 Small-Block V8
- 1985-1992: 5.0 L (305 cid) LB9 Small-Block V8
- 1987-1992: 5.7 L (350 cid) L98 Small-Block V8

## A negyedik generáció
1993
1994
1995
1996
1997
1998
1999
2000
2001
2002

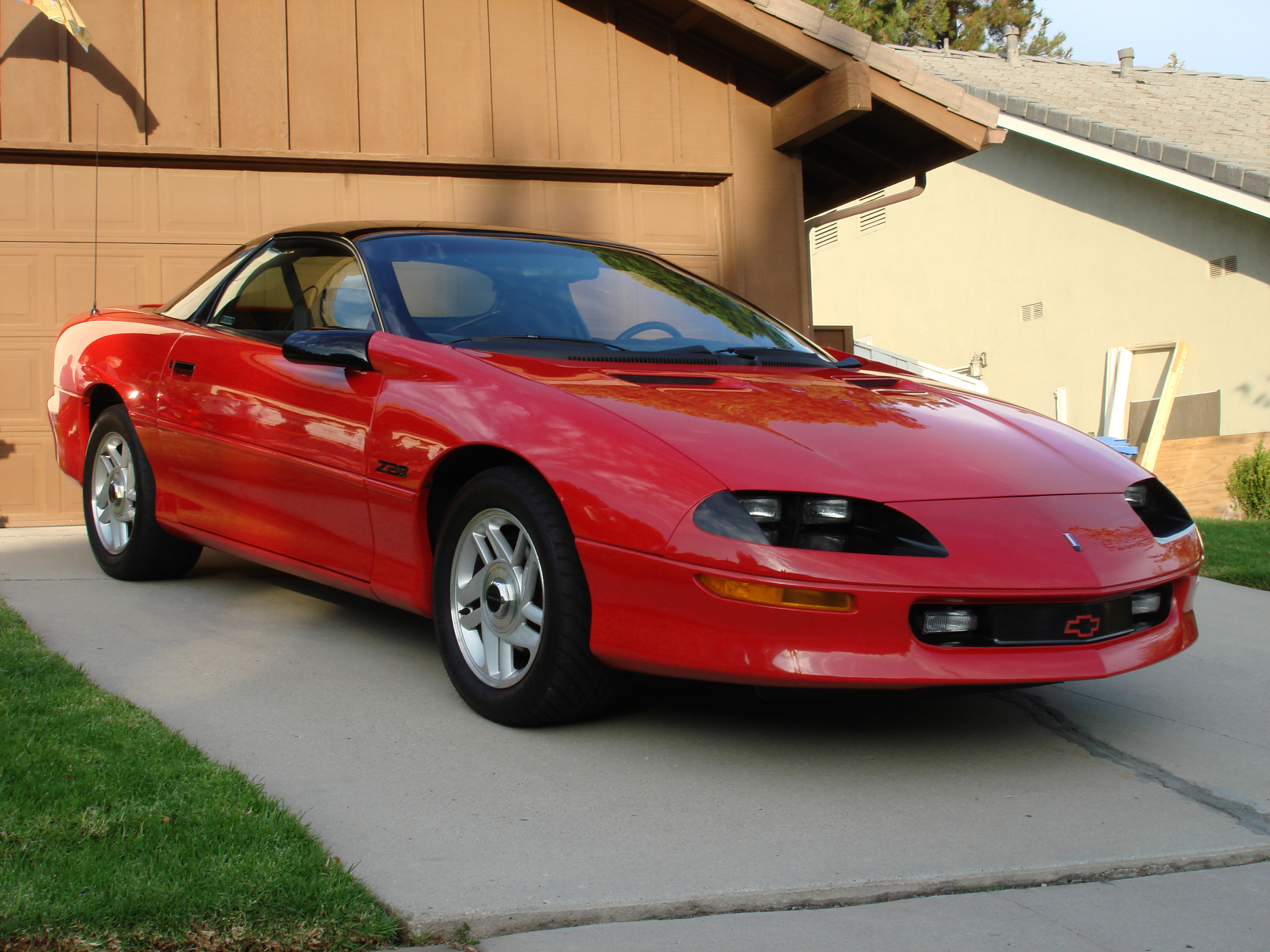
1993 Chevrolet Camaro Z28

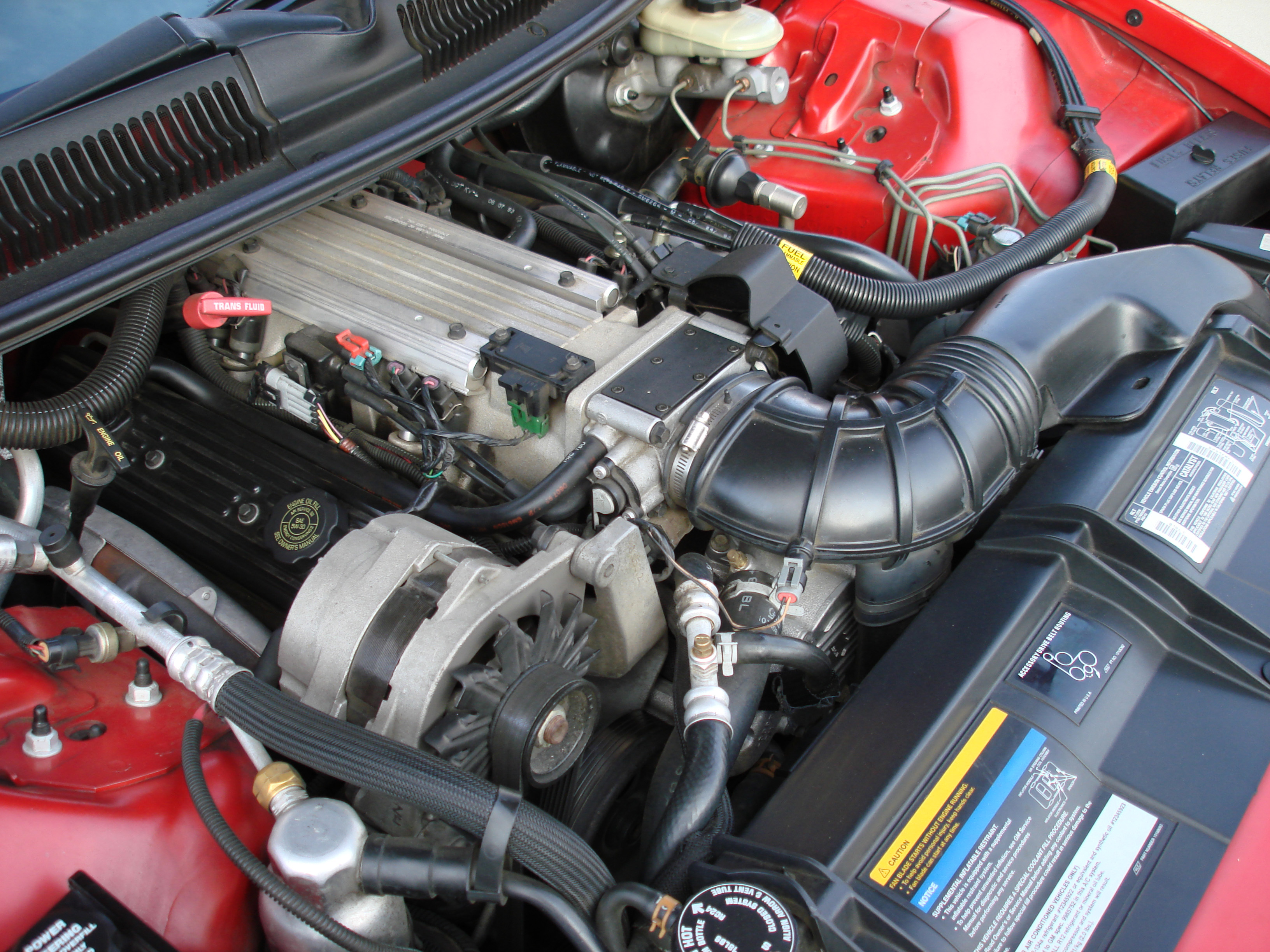
GM LT1 V8 motor egy 1993-as Z28-ban

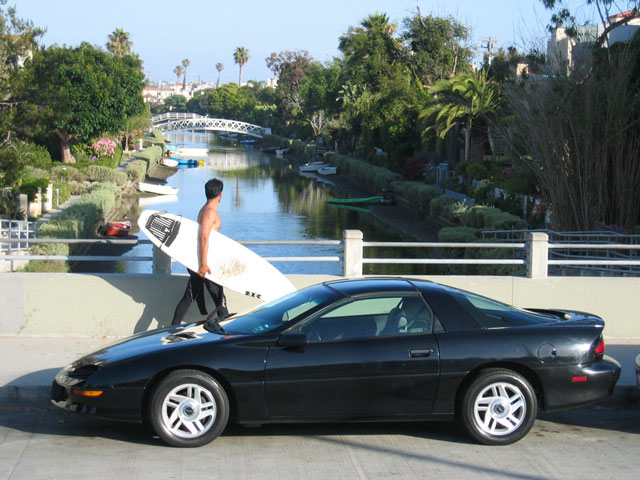
1996-os Chevrolet Camaro

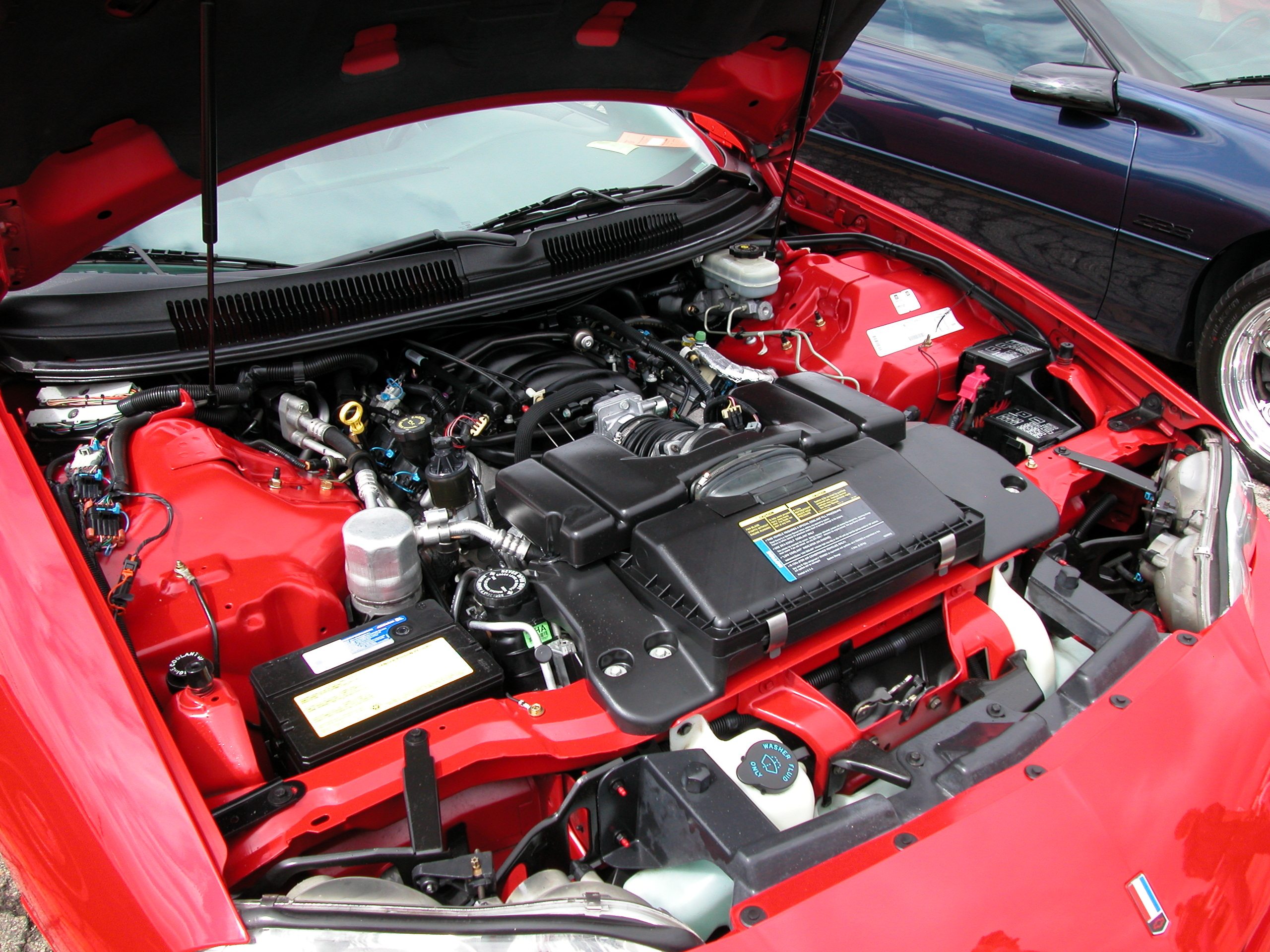
GM LS1 V8 motor egy 1998-as Z28-ban

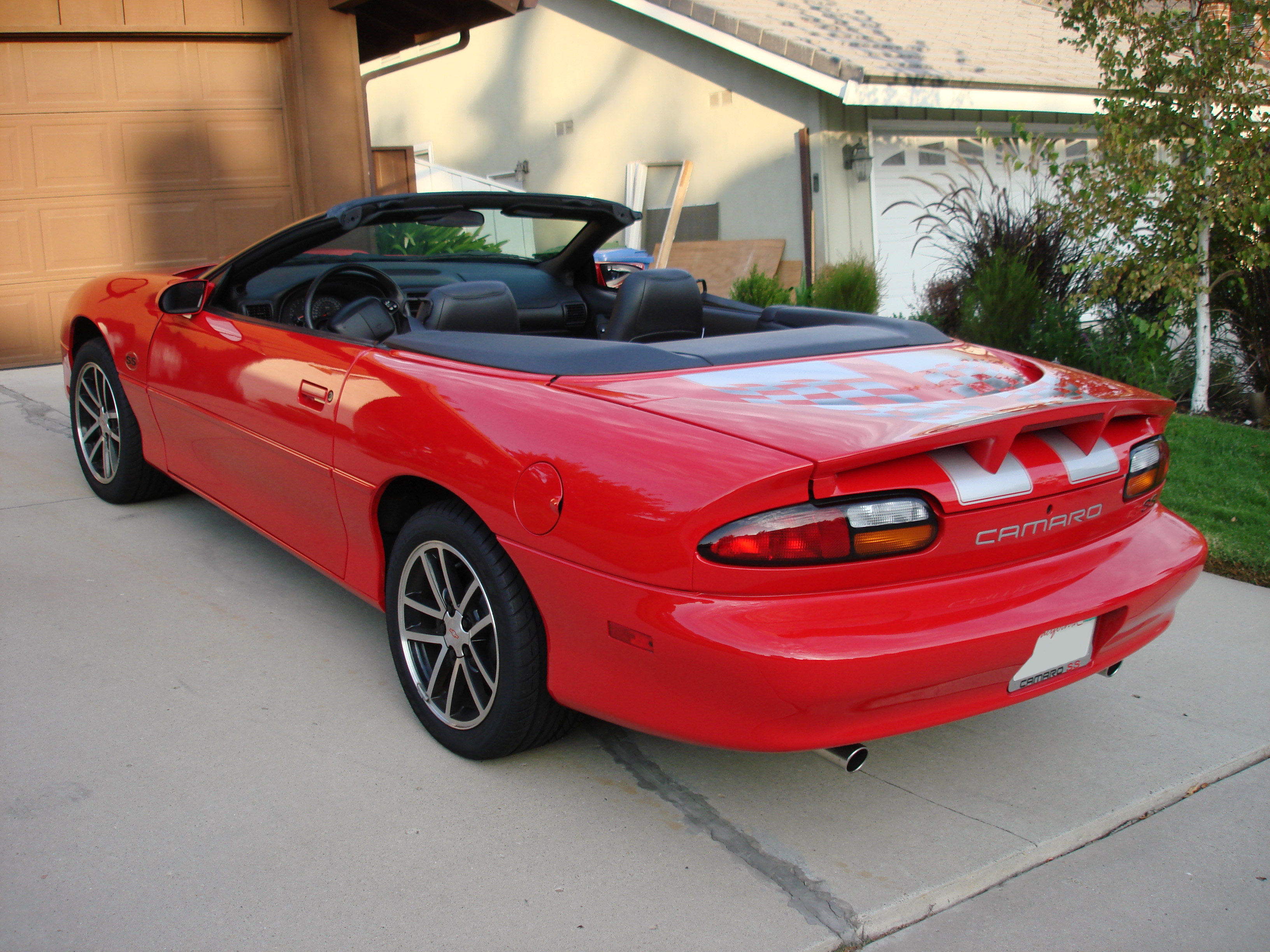
2002 SS 35th Anniversary Edition convertible

A modell bevezetésének 35. évfordulójára kb. 3000-es példányszámban készült a "35th Anniversary Edition" modellváltozat.
Az utolsó negyedik generációs Camaro (Last Camaro-ként emlegetik) 2002. augusztus 27-én készült el. 2002-ben 42.098 példányt gyártottak.
A negyedik generáció motorválasztéka
- 1993-1995: 3.4 L (208 cid) 60° Gen III V6
- 1995-2002: 3.8 L (231 cid) 3800 Series II V6
- 1993-1997: 5.7 L (350 cid) LT1 V8
- 1997:      5.7 L (350 cid) LT4 V8 (100 units in U.S., 6 units in Canada All Modified by SLP Performance)
- 1998-2002: 5.7 L (346 cid) LS1 V8

## Az ötödik generáció

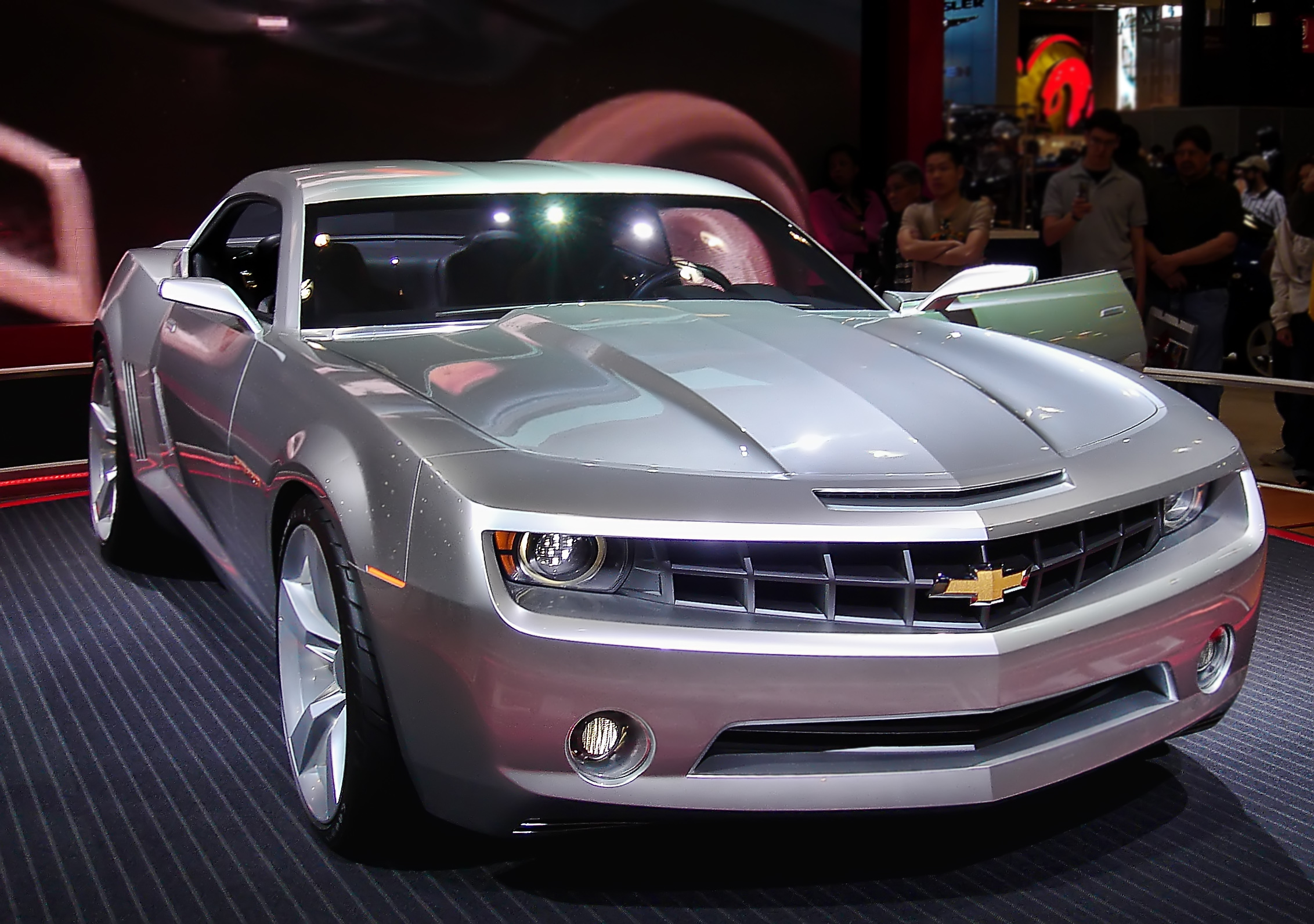
Camaro Concept a 2006-os New York International Auto Shown

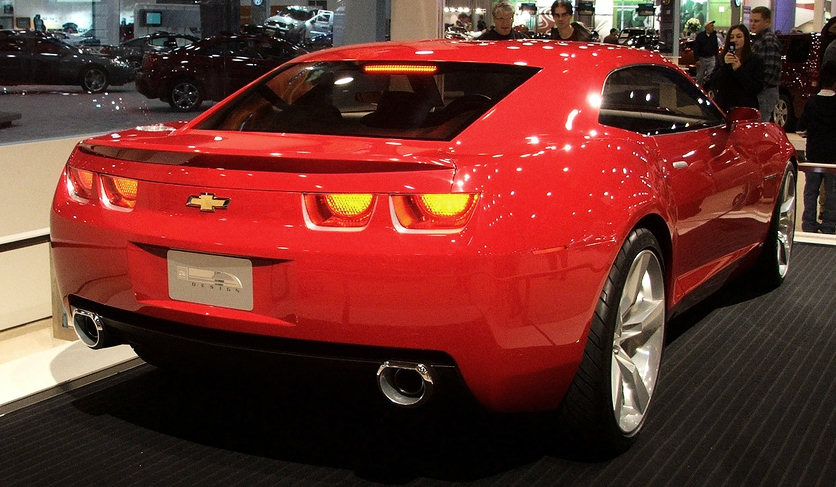
Camaro Concept a 2006-os Houston Auto Shown

2006 Camaro Concept
2010
2011
2012
2013
2014
2015
2016
2017
2018
2019
2020
2021